# Saint-Christoly-de-Blaye
Saint-Christoly-de-Blaye ist eine französische Gemeinde mit 1.889 Einwohnern (Stand: 1. Januar 2022) im Département Gironde in der Region Nouvelle-Aquitaine. Sie gehört zum Arrondissement Blaye und zum Kanton Le Nord-Gironde. Die Einwohner werden Saint-Christolyens genannt.

## Geografie
Saint-Christoly-de-Blaye liegt etwa 33 Kilometer nordnordöstlich von Bordeaux und 14 Kilometer östlich von Blaye. Umgeben wird Saint-Christoly-de-Blaye von den Nachbargemeinden Saugon im Norden, Saint-Savin im Nordosten und Osten, Civrac-de-Blaye im Osten und Südosten, Saint-Vivien-de-Blaye im Süden, Teuillac und Berson im Südwesten sowie Saint-Girons-d’Aiguevives im Westen. 
Am Ostrand der Gemeinde verläuft die Autoroute A10.

## Bevölkerungsentwicklung
| Jahr                       | 1962 | 1968 | 1975 | 1982 | 1990 | 1999 | 2010 | 2020 |
| Einwohner                  | 1616 | 1621 | 1687 | 1733 | 1765 | 1771 | 693  | 734  |
| Quellen: Cassini und INSEE |      |      |      |      |      |      |      |      |

## Sehenswürdigkeiten
- Kirche Saint-Christoly aus dem 12. Jahrhundert, Umbauten aus dem 15. Jahrhundert, Monument historique seit 1926
- Mariensäule aus dem 19. Jahrhundert
- Schloss Bavoliers
- Lavoir

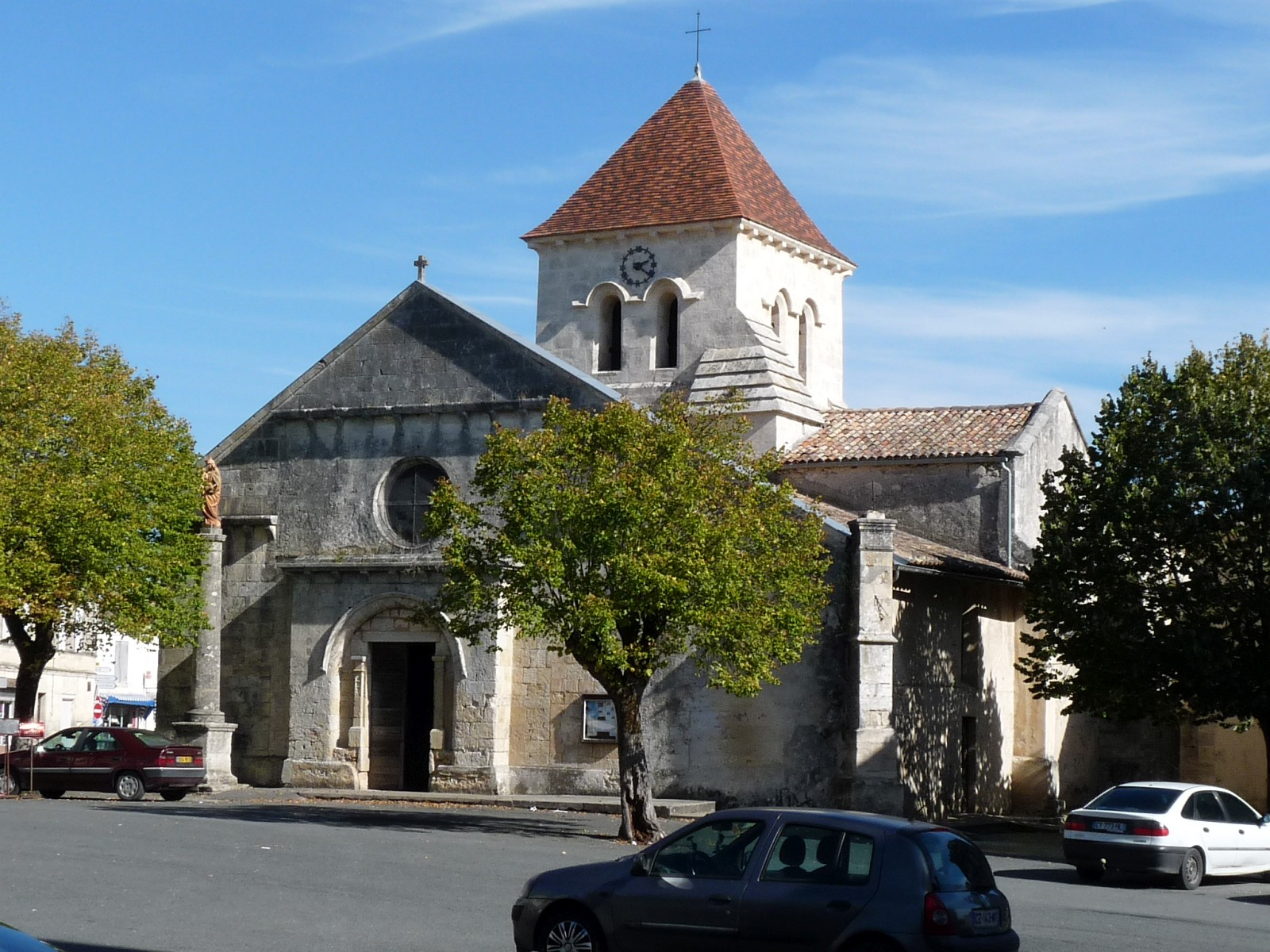
Kirche Saint-Christoly
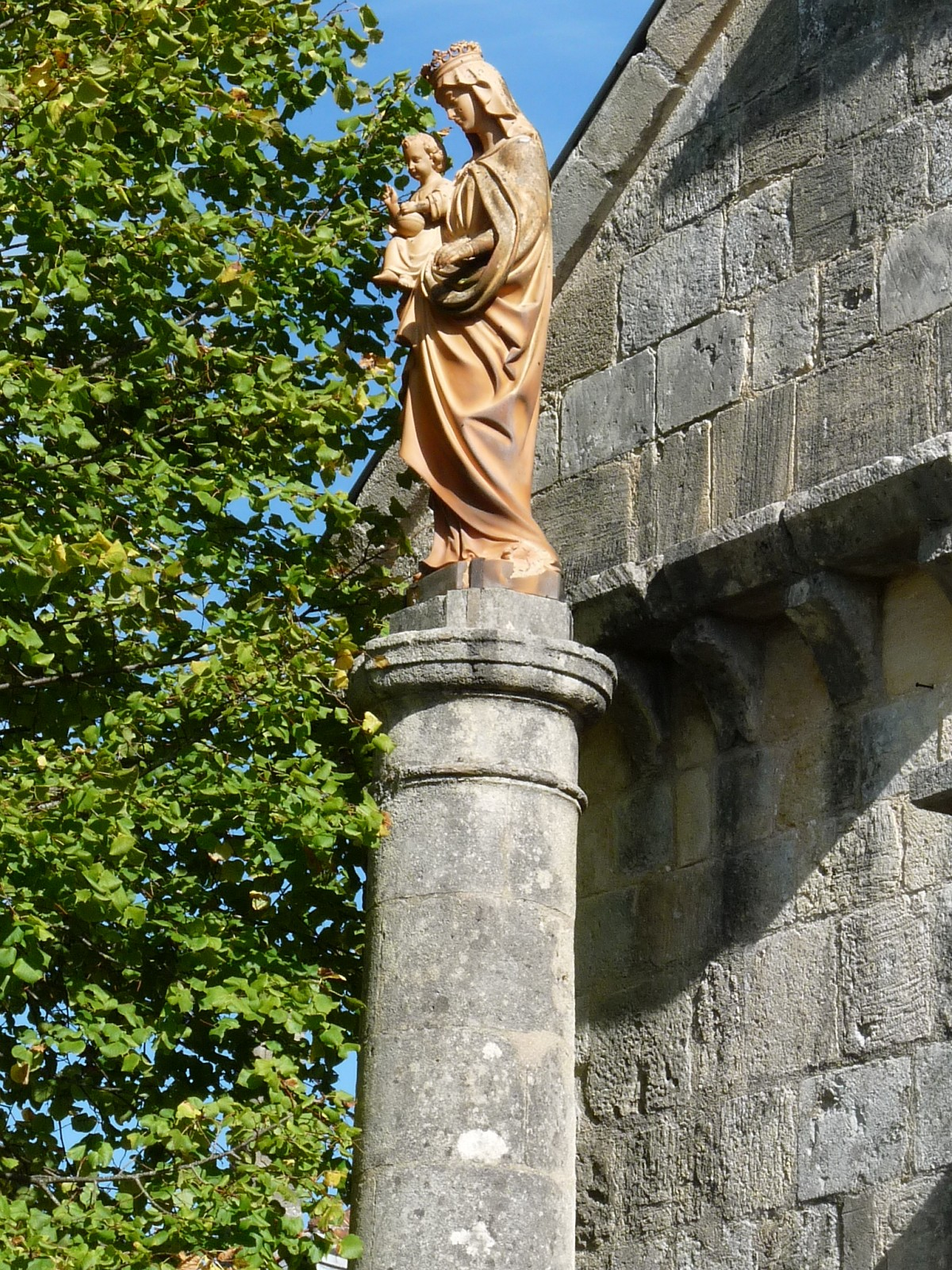
Mariensäule
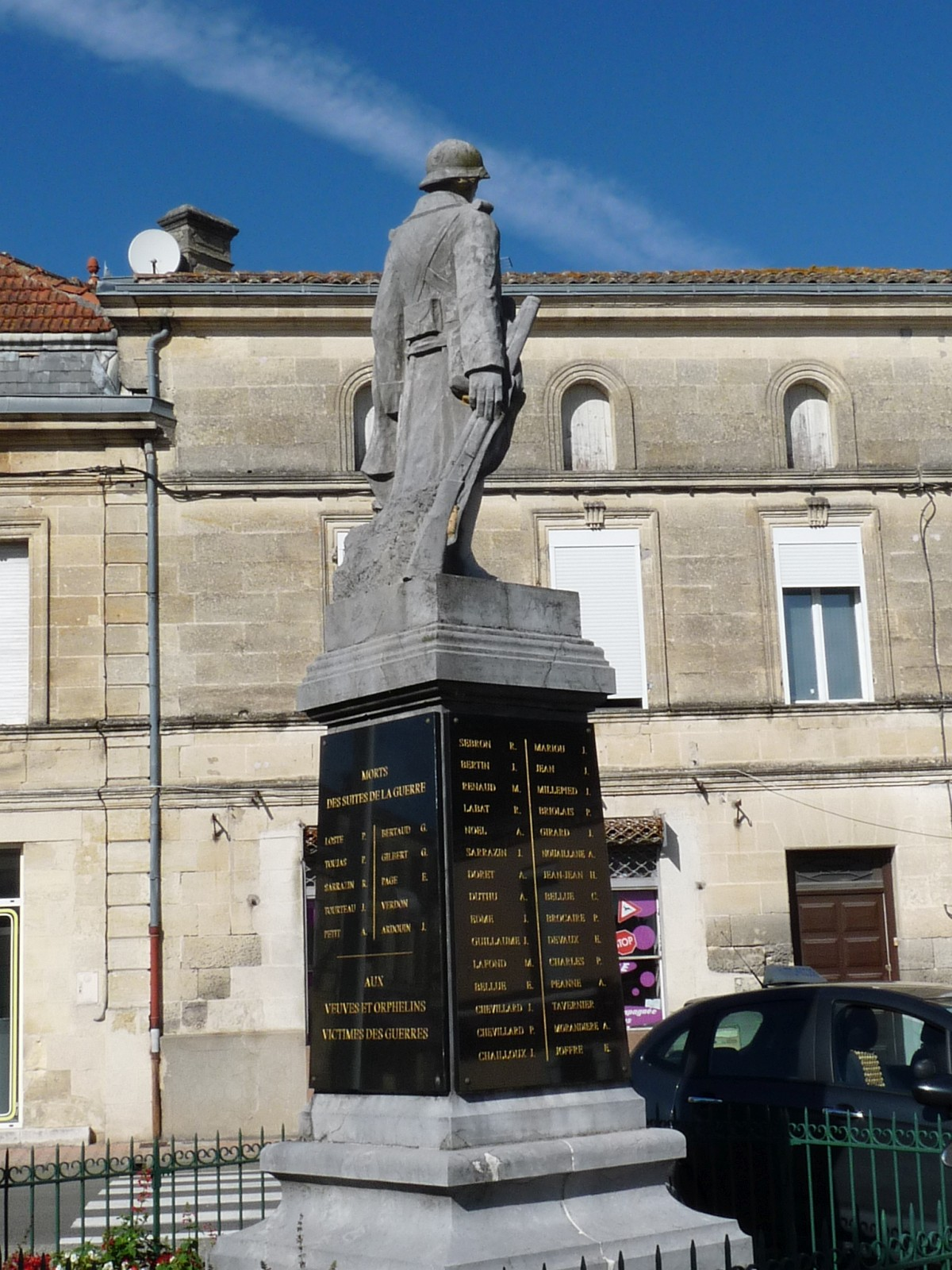
Gefallenendenkmal